# Marija od Utjelovljenja Guyart
Bl. s. Marija od Utjelovljenja - Guyart (fra. Marie de l'Incarnation Guyart), r. kao Marie Guyart (Tours, 28. listopada 1599. - Québec, 30. travnja 1672.), francusko-kanadska svetica, redovnica uršulinka,mistikinja i prva misionarka među kanadskim Indijancima. U Kanadi, u Québecu, među Huronima, podiže samostanske zgrade i konvikte za urođeničku mladež i podučava ih; piše gramatike i katekizme, navješćuje Evanđelje na 4 urođenička jezika. 
Blaženom ju je 1980. proglasio Ivan Pavao II., nazvavši je "Učiteljicom duhovnog života", a sveticom ju je proglasio papa Franjo 2014. godine.
Označena je povijesnom osobom u smislu zakona o povijesnoj baštini provincije Québeca 5. lipnja 2017. godine.

## Djela
U svome djelu - Duhovnom izvještaju opisuje svoja duhovna stanja; teški put križa i očišćenja duše kroz aktivnu i pasivnu noć; strahotne kušnje, kao i milost mističnog sjedinjenja s Bogom. Poiše otmjenim i uzvišenim stilom.